# 弦楽セレナード (ウォーロック)
ピーター・ウォーロックの弦楽のためのセレナード（Serenade for strings）は、弦楽合奏のための単一楽章の作品で、ウォーロックの代表作の1つである。「フレデリック・ディーリアスの60歳の誕生日に」（to Frederick Delius on his 60th birthday）の献辞が掲げられている。1921年から作曲を始め、当初は3楽章形式にするつもりであったが、ディーリアス60歳の誕生日1922年1月29日までに完成したのは9分ほどの1楽章のみであり、結局単一楽章の作品になった。
幾分ゆるやかな牧歌調の作品で、ディーリアス風の半音階の多用や弦の各パートの分割によって生まれる複雑なハーモニーなど、ウォーロックが敬愛してやまないディーリアスの作風が意図的に模倣されている。